# Canton de Coulounieix-Chamiers
Le canton de Coulounieix-Chamiers est une circonscription électorale française, située dans le département de la Dordogne, en région Nouvelle-Aquitaine.

## Histoire
Le canton de Coulounieix-Chamiers est une création issue de la réforme de 2014 définie par le décret du 21 février 2014. Il entre en vigueur à l'occasion des élections départementales de mars 2015.

## Géographie
Ce canton est organisé autour de Coulounieix-Chamiers dans l'arrondissement de Périgueux. Son altitude varie de 69 m (Razac-sur-l'Isle) à 222 m (Coulounieix-Chamiers).

## Représentation
| Période élective | Période élective | Mandat | Mandat   | Identité                  | Nuance | Nuance | Qualité                                                                                              |
| ---------------- | ---------------- | ------ | -------- | ------------------------- | ------ | ------ | --- |
| 2015             | 2021             | 2015   | 2021     | Mireille Bordes           |        | PS     | Conseillère municipale de Coulounieix-Chamiers                                                       |
| 2015             | 2021             | 2015   | 2021     | Michel Testut             |        | PS     | Maire de Chancelade (2009-2020)                                                                      |
| 2021             | 2028             | 2021   | en cours | Thierry Cipierre          |        | UDI    | Pharmacien, maire de Coulounieix-Chamiers, conseiller départemental sortant du canton de Périgueux-2 |
| 2021             | 2028             | 2021   | en cours | Marie-Laure Faure-Fargeot |        | DVD    | Auto-entrepreneur, conseillère municipale déléguée de Marsac-sur-l'Isle                              |

### Résultats détaillés

#### Élections de mars 2015
À l'issue du premier tour des élections départementales de 2015, deux binômes sont en ballottage : Mireille Bordes et Michel Testut (PS, 35,89 %) et Guilhem d'Abbadie d'Arrast et Geneviève Lenestour (FN, 23,44 %). Le taux de participation est de 53,36 % (7 415 votants sur 13 896 inscrits) contre 60,04 % au niveau départemental et 50,17 % au niveau national.
Au second tour, Mireille Bordes et Michel Testut (PS) sont élus avec 65,41 % des suffrages exprimés et un taux de participation de 54,58 % (4 232 voix pour 7 582 votants et 13 892 inscrits).

#### Élections de juin 2021
Le premier tour des élections départementales de 2021 est marqué par un très faible taux de participation (33,26 % au niveau national). Dans le canton de Coulounieix-Chamiers, ce taux de participation est de 36,52 % (5 037 votants sur 13 792 inscrits) contre 40,86 % au niveau départemental. À l'issue de ce premier tour, deux binômes sont en ballottage : Thierry Cipierre et Marie-Laure Faure (Union à droite, 35,9 %) et Nathalie Audy et Sacha Molesini (PS, 24,97 %).
Le second tour des élections est marqué une nouvelle fois par une abstention massive équivalente au premier tour. Les taux de participation sont de 34,3 % au niveau national, 41,41 % dans le département et 38,25 % dans le canton de Coulounieix-Chamiers. Thierry Cipierre et Marie-Laure Faure (Union à droite) sont élus avec 54,04 % des suffrages exprimés (2 559 voix pour 5 276 votants et 13 795 inscrits),,.

## Composition
Par rapport aux anciens cantons, le canton de Coulounieix-Chamiers associe trois communes du canton de Périgueux-Ouest et une commune du canton de Saint-Astier. Il se compose de quatre communes.
| Nom                                          | Code Insee | Intercommunalité      | Superficie (km2) | Population (dernière pop. légale) | Densité (hab./km2) | Modifier                                    |
| -------------------------------------------- | ---------- | --------------------- | ---------------- | --------------------------------- | ------------------ | ------------------------------------------- |
| Coulounieix-Chamiers (bureau centralisateur) | 24138      | CA Le Grand Périgueux | 21,70            | 7 537 (2022)                      | 347                | modifier les données · modifier les données |
| Chancelade                                   | 24102      | CA Le Grand Périgueux | 16,23            | 4 442 (2022)                      | 274                | modifier les données · modifier les données |
| Marsac-sur-l'Isle                            | 24256      | CA Le Grand Périgueux | 10,05            | 3 165 (2022)                      | 315                | modifier les données · modifier les données |
| Razac-sur-l'Isle                             | 24350      | CA Le Grand Périgueux | 14,24            | 2 367 (2022)                      | 166                | modifier les données · modifier les données |
| Canton de Coulounieix-Chamiers               | 2404       |                       | 62,22            | 17 511 (2022)                     | 281                | modifier les données                        |

Le bureau centralisateur est celui de Coulounieix-Chamiers.

## Démographie
En 2022, le canton comptait 17 511 habitants, en évolution de −1,17 % par rapport à 2016 (Dordogne : +0,37 %, France hors Mayotte : +2,11 %).
| 2013   | 2018   | 2022   |
| ------ | ------ | ------ |
| 17 918 | 17 215 | 17 511 |